# Home (britische Band)
Home war eine britische Progressive-Rock-Band, die 1970 gegründet wurde und sich 1974 nach drei Alben auflöste. Einige Bandmitglieder spielten anschließend bei namhaften Rock- und Bluesbands.

## Geschichte
Home wurde 1970 von Cliff Williams (Bass) und Laurie Wisefield (Gitarre, Gesang) gegründet, nachdem sich ihre erste gemeinsame Band „Sugar“ aufgelöst hatte. Zu ihnen kamen der Gitarrist und Sänger Mick Stubbs, der die meisten Songs der Band schrieb, und der Schlagzeuger Mick Cook. Von 1971 bis 1972 gehörte auch der Keyboarder Clive John zur Band, danach ersetzte ihn Jimmy Anderson.
Die Gruppe unterschrieb 1971 bei CBS Records und veröffentlichte im August ihr erstes Album Pause for a Hoarse Horse, das vom Country-Rock beeinflusst war und wenig Beachtung fand. Im November traten sie als Vorgruppe von Led Zeppelin im Wembley Empire Pool auf. Es folgten Auftritte mit Bands wie Argent und der Jeff Beck Group. Sie gingen erneut ins Studio, um das Album Home aufzunehmen, das 1972 erschien und immer noch Country-Rock-Einflüsse, aber auch Ansätze von Progressive Rock zeigte; das Album erhielt gute Kritiken.
Home eröffnete am 14. und 15. Oktober 1972 für Mott the Hoople im Londoner Rainbow Theatre und überzeugte das Publikum. 1973 veröffentlichten sie dann das Konzeptalbum The Alchemist, das vom Roman „Aufbruch ins dritte Jahrtausend“ (Le Matin des Magiciens) von Louis Pauwels inspiriert sein soll, aber kommerziell ohne Erfolg blieb. Dieses Album wird als Meisterwerk des Progressive Rock beschrieben. Nachdem Stubbs die Band verlassen hatte, tourten sie von Mai bis Juni 1974 als Begleitband für Al Stewart durch die Vereinigten Staaten. Ein viertes Home-Album soll aufgenommen worden sein, wurde aber nie veröffentlicht. Danach trennte sich die Gruppe.
Nach der Trennung von 1974 wechselte Cliff Williams von 1975 bis 1977 zur Band „Bandit“. Danach ersetzte er bei AC/DC den Bassisten Mark Evans und blieb mit einer Unterbrechung bis 2024 bei der Band. Laurie Wisefield schloss sich Wishbone Ash an und blieb bis Mitte der 1980er Jahre bei ihnen. Mick Cook trat Ende 1975 der neuen Besetzung der Groundhogs bei, wo er Clive Brooks am Schlagzeug ersetzte.